# Championnat de Pologne de football 1952
Navigation
Édition précédente Édition suivante
La saison 1952 du championnat de Pologne est la vingt-quatrième saison de l'histoire de la compétition. Cette édition a été remportée par l'Unia Chorzów pour la deuxième fois consécutive, devant l'Ogniwo Bytom.

## Les clubs participants
| Club              | Ville    |
| ----------------- | -------- |
| Budowlani Chorzów | Chorzów  |
| Budowlani Gdańsk  | Gdańsk   |
| CWKS Varsovie     | Varsovie |
| Gornik Radlin     | Radlin   |
| Gwardia Cracovie  | Cracovie |
| Kolejarz Poznań   | Poznań   |
| Kolejarz Varsovie | Varsovie |
| LKS Łódź          | Lódź     |
| Ogniwo Bytom      | Bytom    |
| Ogniwo Cracovie   | Cracovie |
| OWKS Cracovie     | Cracovie |
| Unia Chorzów      | Chorzów  |

## Compétition

### Classements

#### Groupe 1
| Rang | Équipe                | Pts | J  | G | N | P | Bp | Bc | Diff |
| ---- | --------------------- | --- | -- | - | - | - | -- | -- | ---- |
| 1    | Unia Chorzów          | 12  | 10 | 5 | 2 | 3 | 19 | 14 | +5   |
| 2    | Ogniwo Cracovie       | 11  | 10 | 4 | 3 | 3 | 13 | 11 | +2   |
| 3    | Kolejarz Poznań       | 10  | 10 | 4 | 2 | 4 | 17 | 15 | +2   |
| 4    | Budowlani Gdańsk (P)  | 10  | 10 | 4 | 2 | 4 | 16 | 21 | -5   |
| 5    | Budowlani Chorzów     | 9   | 10 | 4 | 1 | 5 | 12 | 13 | -1   |
| 6    | Kolejarz Varsovie (C) | 8   | 10 | 3 | 2 | 5 | 16 | 19 | -3   |

| Légende | Légende                                                      |
| ------- | ------------------------------------------------------------ |
|         | Qualifié pour la finale                                      |
|         | Relégation en II Liga                                        |
|         | (P) : Promu (C) : Vainqueur de la Coupe de Pologne 1951-1952 |

#### Groupe 2
| Rang | Équipe                | Pts | J  | G | N | P | Bp | Bc | Diff |
| ---- | --------------------- | --- | -- | - | - | - | -- | -- | ---- |
| 1    | Ogniwo Bytom          | 14  | 10 | 5 | 4 | 1 | 18 | 7  | +11  |
| 2    | Gwardia Cracovie      | 12  | 10 | 5 | 2 | 3 | 11 | 12 | -1   |
| 3    | CWKS Varsovie         | 10  | 10 | 4 | 2 | 4 | 24 | 14 | +10  |
| 4    | OWKS Cracovie (P) (L) | 9   | 10 | 2 | 5 | 3 | 11 | 11 | 0    |
| 5    | Górnik Radlin         | 8   | 10 | 3 | 2 | 5 | 11 | 16 | -5   |
| 6    | ŁKS Łódź              | 7   | 10 | 3 | 1 | 6 | 9  | 24 | -15  |

| Légende | Légende                                                  |
| ------- | -------------------------------------------------------- |
|         | Qualifié pour la finale                                  |
|         | Relégation en II Liga                                    |
|         | (P) : Promu (L) : Vainqueur de la Coupe de la Ligue 1952 |

### Finale
|  |              |  |   |   |   |
|  | Finale       |  |   |   |   |
|  |              |  |   |   |   |
|  |              |  |   |   |   |
|  | Unia Chorzów |  | 2 | 7 | 0 |
|  | Unia Chorzów |  | 2 | 7 | 0 |
|  | Ogniwo Bytom |  | 2 | 0 | 0 |

## Bilan de la saison
| Tableau d'Honneur |                   |
| Compétition       | Vainqueur         |
| I Liga            | Unia Chorzów      |
| Coupe de Pologne  | Kolejarz Varsovie |

| Promotions et relégations |                                  |
| Relégués en II Liga       | Kolejarz Varsovie ŁKS Łódź       |
| Promus de II Liga         | Gwardia Varsovie Budowlani Opole |

## Meilleurs buteurs
| # | Joueur                  | Équipe           | Buts |
| - | ----------------------- | ---------------- | ---- |
| 1 | Gerard Cieślik          | Unia Chorzów     | 11   |
| 2 | Oskar Brajter (pl)      | CWKS Varsovie    | 8    |
| 3 | Zdzisław Mordarski (pl) | Gwardia Cracovie | 7    |
|   | Wacław Sąsiadek (pl)    | CWKS Varsovie    | 7    |